# 凱迪拉克XTS
XTS是凱迪拉克於2013年至2020年打造的大型豪華房車，與CT6同級距但略短一點，於中國及美國販售，僅有一代且目前已停產。

## 概述
XTS前身車款為DTS，同時也取代了中大型豪華運動轎車STS的位置，兩款車型合併後於2012年亮相，隔年上市，並與别克君越、雪佛蘭羚羊 同樣採用通用汽車 Epsilon II 平台。
2012年5月於奧沙華裝配廠（位於加拿大安大略省奧沙華市）開始生產，2013年6月則正式上市。並銷售至美國、加拿大、墨西哥、中國、中東（以色列除外）等地，中國版本則由上海通用於上海市組裝。

## 開發

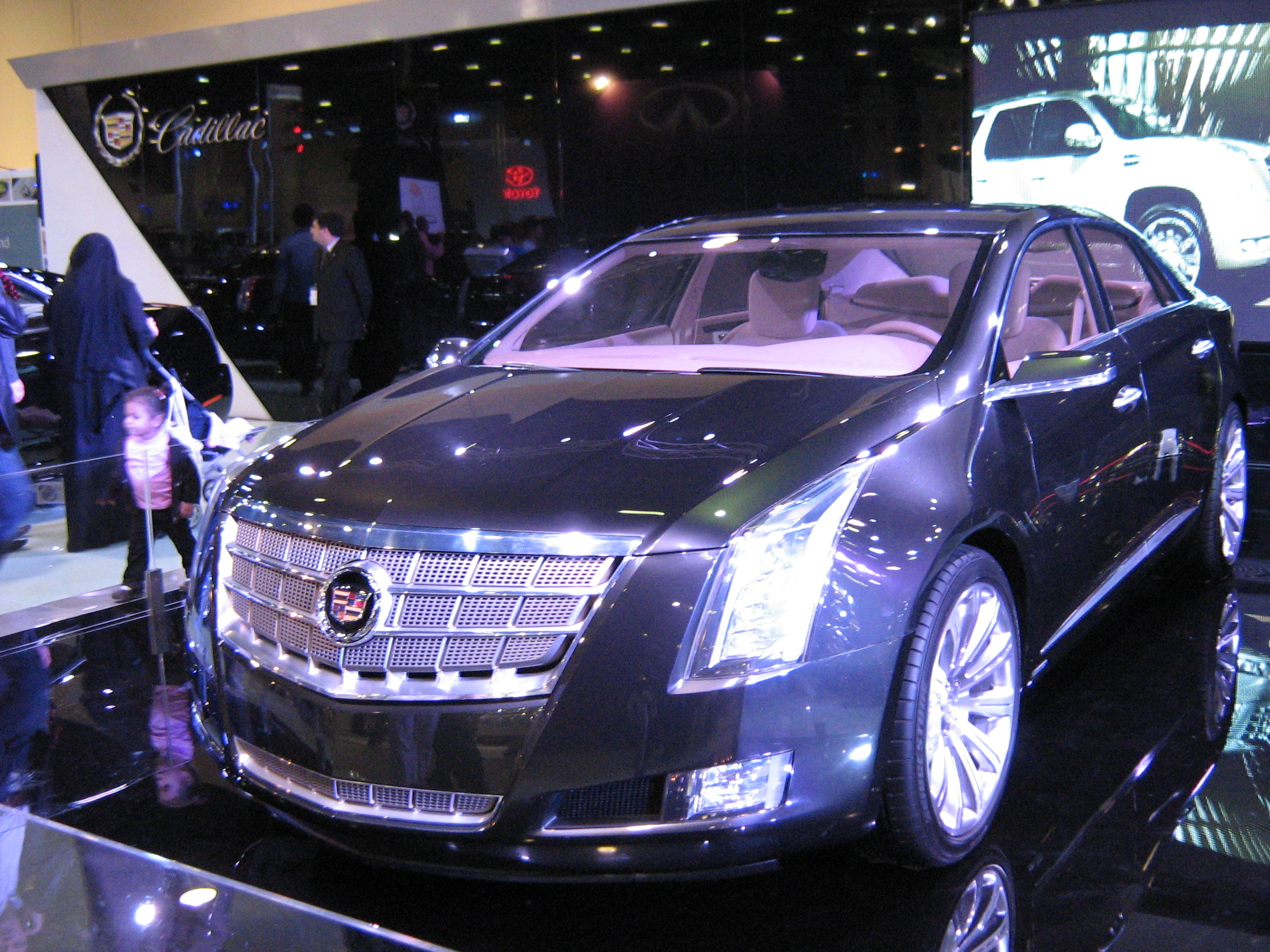
XTS Platinum 概念車

XTS是以其概念車XTS Platinum concept為基礎，於2010年北美國際車展上亮相，為全輪驅動，配置3.6升V6引擎、PHEV，估計有350馬力（260kW）。內裝則採手工縫製皮革以及OLED電子螢幕儀表。

## 配備
XTS在美國有五個版本，分別為豪華、進階豪華、白金，另外還有性能版的 V-Sport 進階豪華和V-Sport 白金版。

標配雙區恆溫、4G LTE熱點、定速巡航、keyless、8具Bose引響、凱迪拉克CUE系統、真皮內裝、8向電動調節真皮座椅、停車輔助和、ABS、車身動態穩定，除前方雙氣囊之外，還有側簾式及膝部的安全氣囊。

選配包括為後座獨立冷氣控制、喇叭升級至14 具及具備 AudioPilot 雜訊補償技術、頭枕式8吋LCD螢幕，且支援DVD及無線耳機。顏色則有四種類型及木紋裝飾。

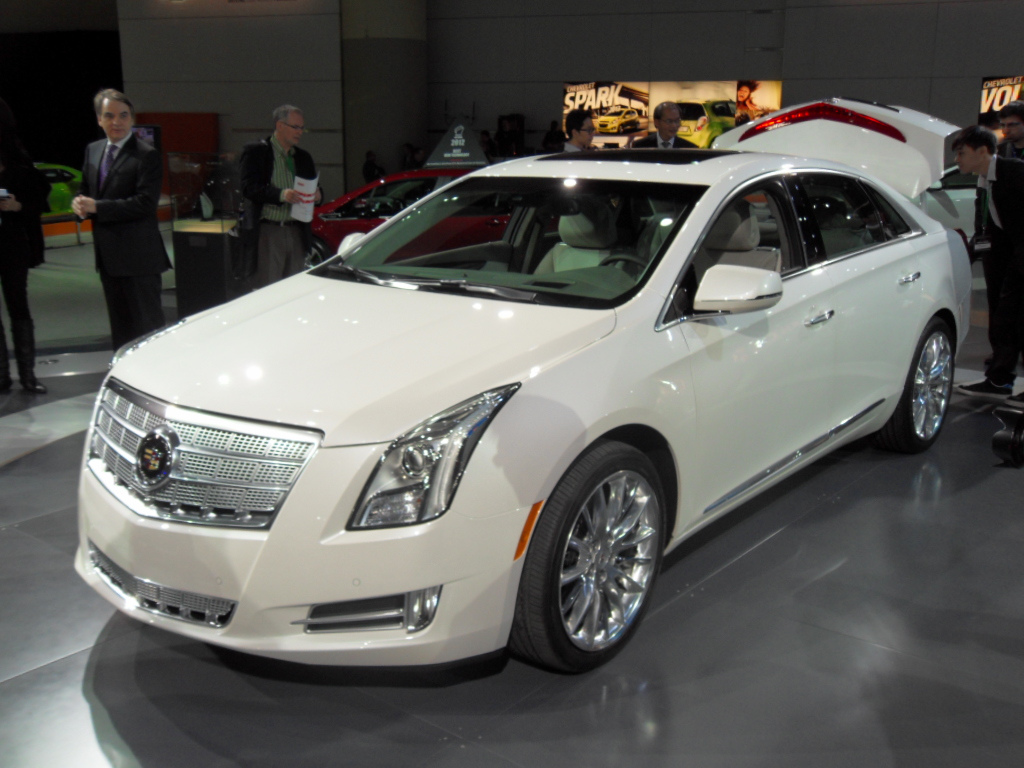
XTS車頭
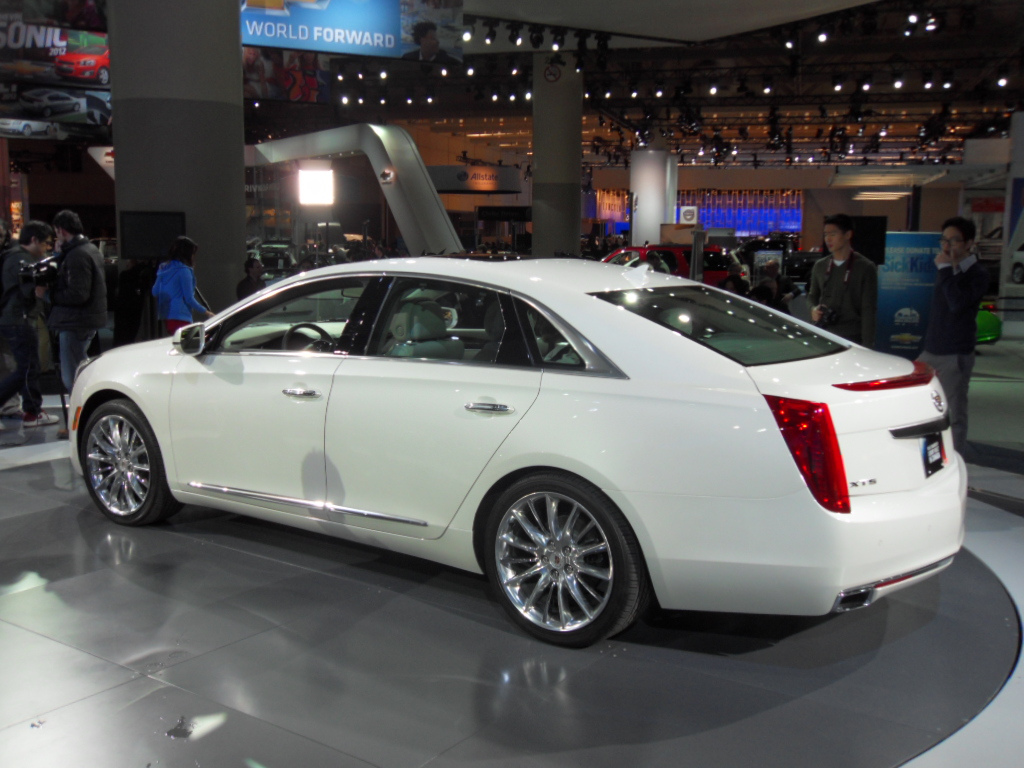
XTS車尾
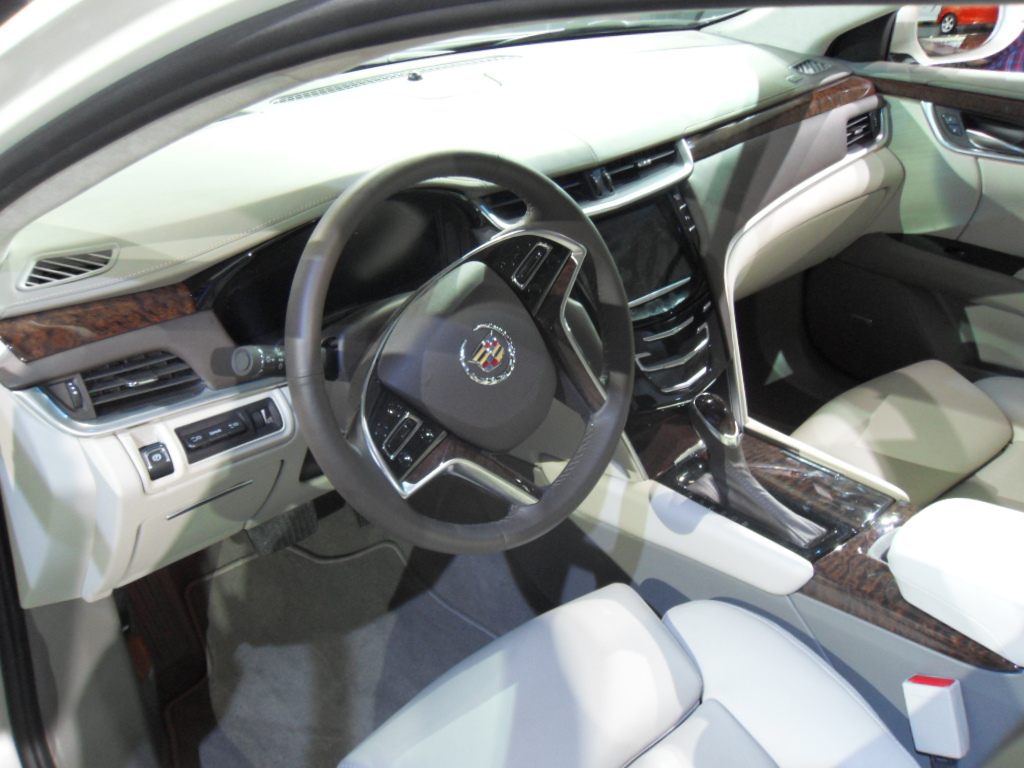
XTS內裝

## 動力
在美國，XTS標配3.6升V6引擎，功率為304匹馬力（227 kW）和264磅/呎（358牛頓米）扭距，後輪驅動，百公里加速為6.7秒。而V-Sport的版本更是多了兩顆渦輪，可提供410匹馬力（306 kW）和369磅/呎（500牛頓米）的扭距，並配備全輪驅動、限滑差速器、扭距向量分配以及休缸功能，百公里加速時間更縮短為4.9秒。中國部分，除了3.6升V6引擎之外，更提供了 2.0升直列四缸渦輪引擎。
| XTS動力配置       | XTS動力配置 | XTS動力配置 | XTS動力配置 | XTS動力配置 | XTS動力配置                     | XTS動力配置          | XTS動力配置 | XTS動力配置  | XTS動力配置 |
| 排氣量            | 燃料        | 引擎 型號   | 引擎 排列   | 進氣方式    | 動力                            | 扭距                 | 變速箱      | 備註         | 年分        |
| ----------------- | ----------- | ----------- | ----------- | ----------- | ------------------------------- | -------------------- | ----------- | ------------ | ----------- |
| 2.0 L（1,998 cc） | 汽油        | LTG         | 直列四缸    | 渦輪增壓    | 於5,500轉時產生272 hp（203 kW） | 260 lb·ft（353 N·m） | 六速自排    | 僅限中國販售 | 2013-2019   |
| 3.6 L（3,564 cc） | 汽油        | LFX         | V型 六缸    | 自然進氣    | 於6,800轉時產生304 hp（227 kW） | 264 lb·ft（358 N·m） | 六速自排    |              | 2013-2019   |
| 3.6 L（3,564 cc） | 汽油        | LF3         | V型 六缸    | 渦輪增壓    | 於6,000轉時產生410 hp（306 kW） | 369 lb·ft（500 N·m） | 六速自排    | VSport       | 2013-2019   |

## 改款
2018年中期，XTS進行了小改款以符合凱迪拉克新世代設計語彙，車頭部分大燈從直列式改為星瀑式，尾部車牌位置更換至保險桿上，車燈也從直條式改成 L字母型式。

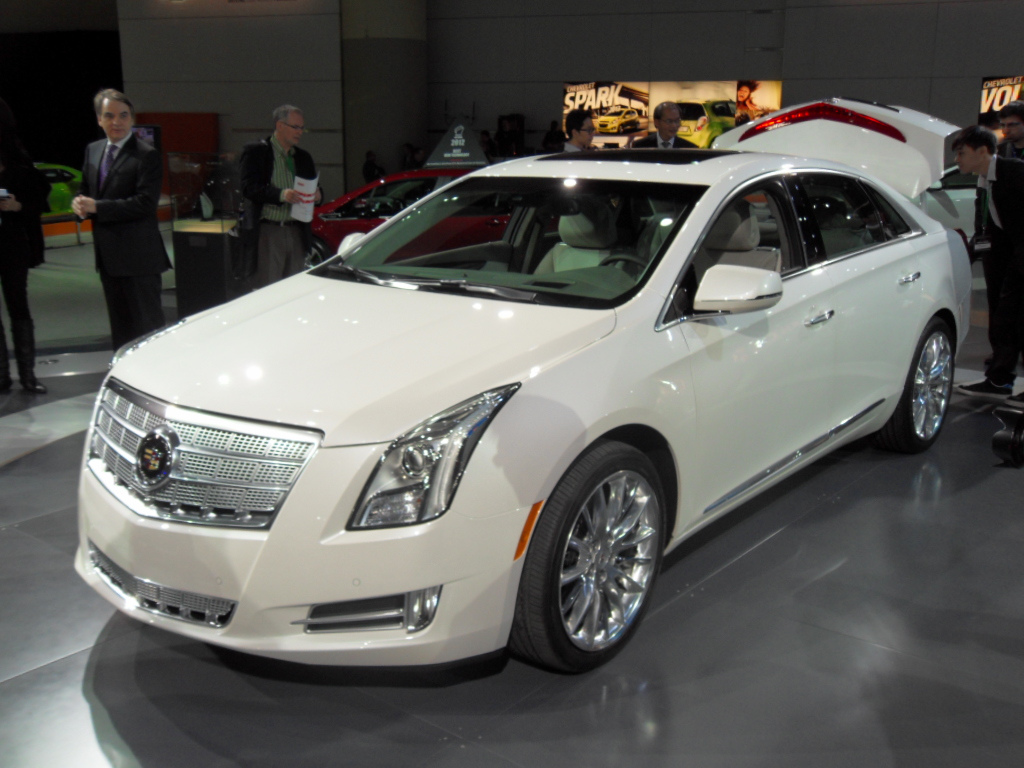
小改款前車頭
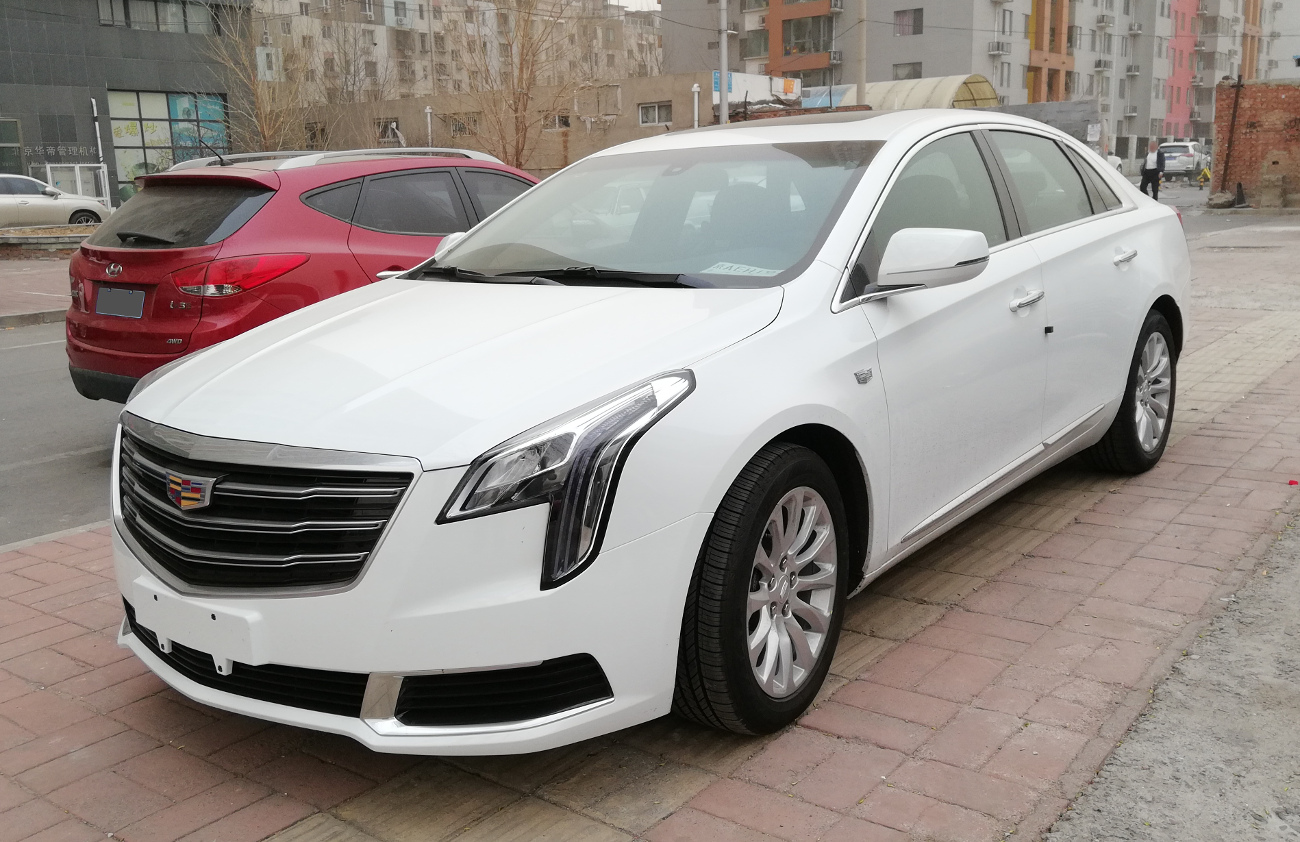
小改款後車頭
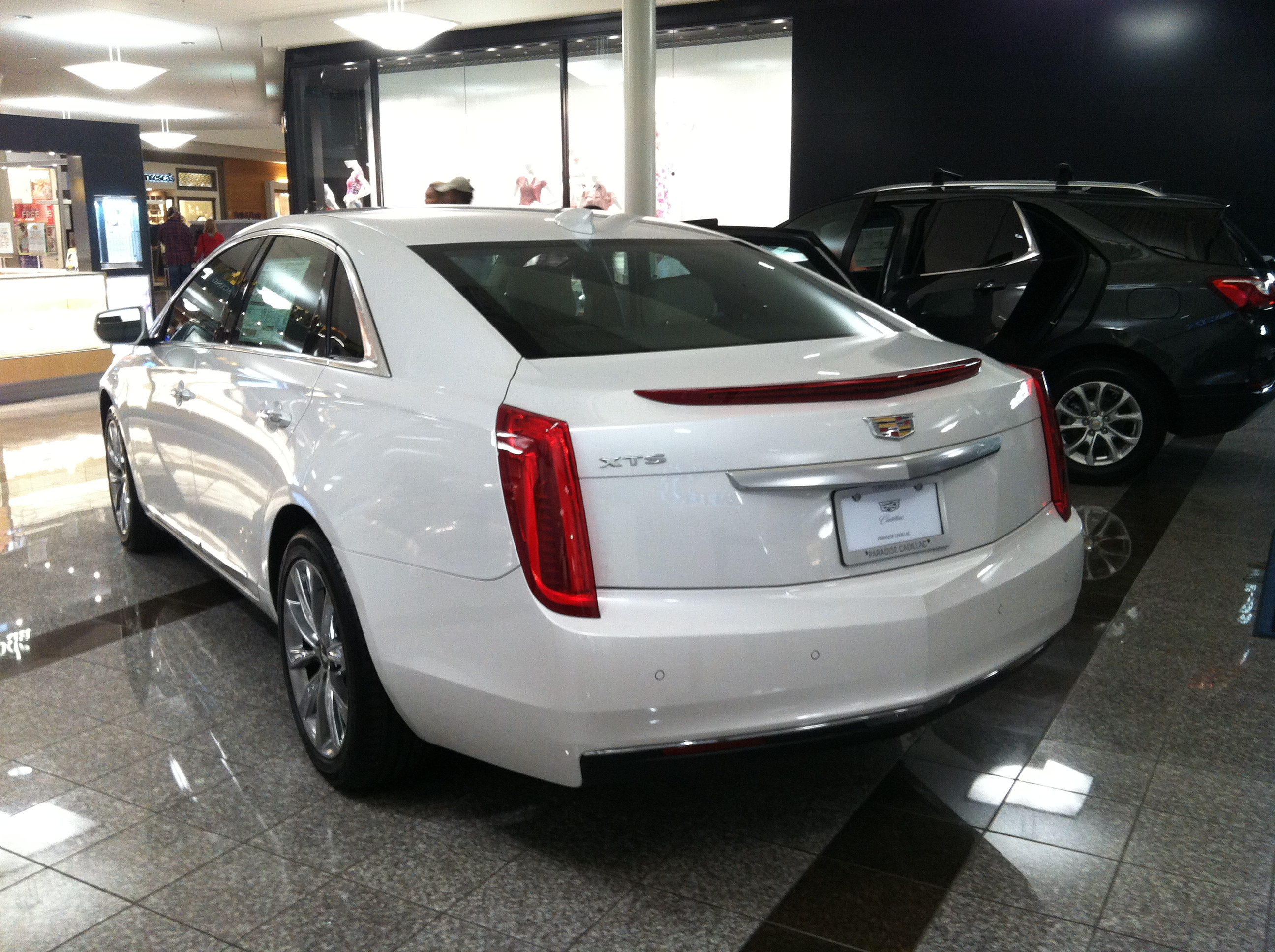
小改款前車尾
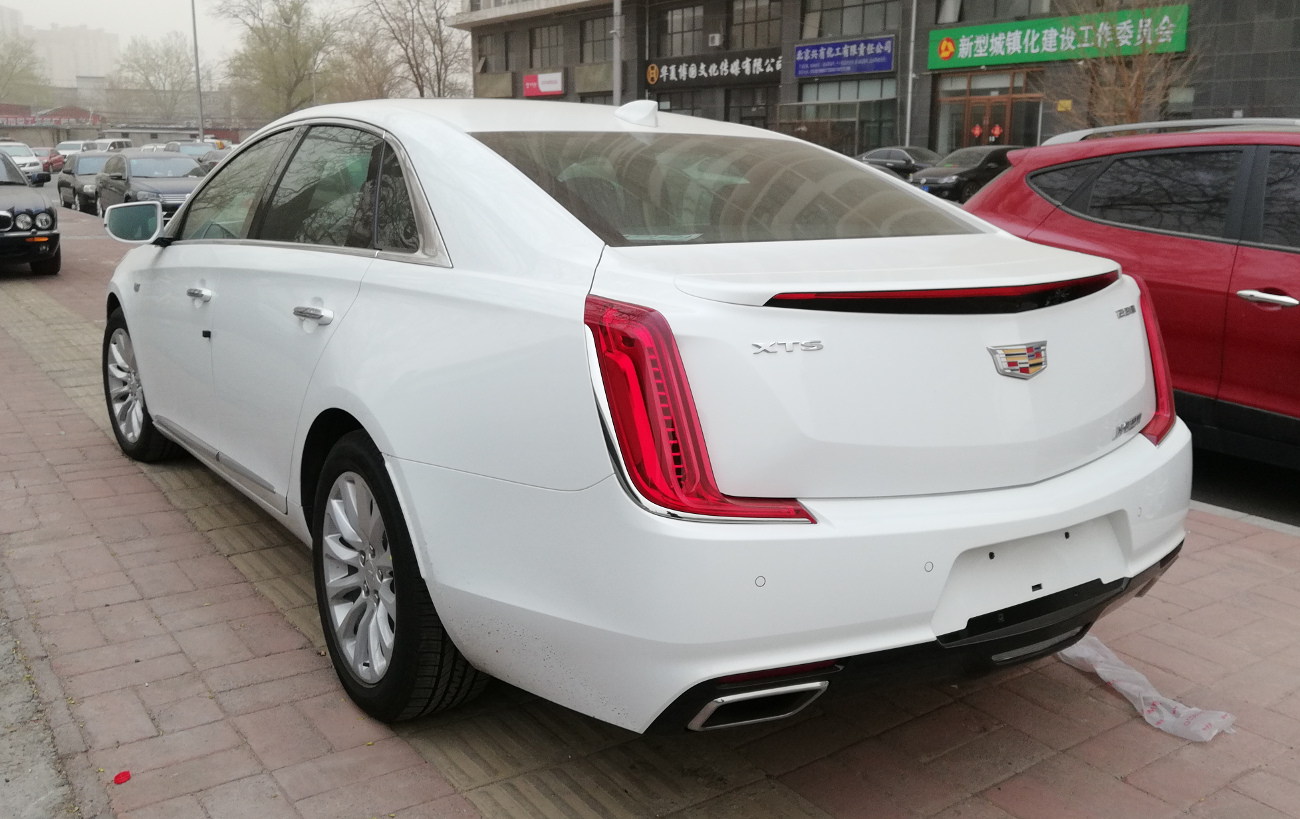
小改款後車尾

## 變體
XTS為了中國市場推出了加長版XTS-L，另外還有靈車、禮車等多種變體可向通用汽車認證的經銷商購買。

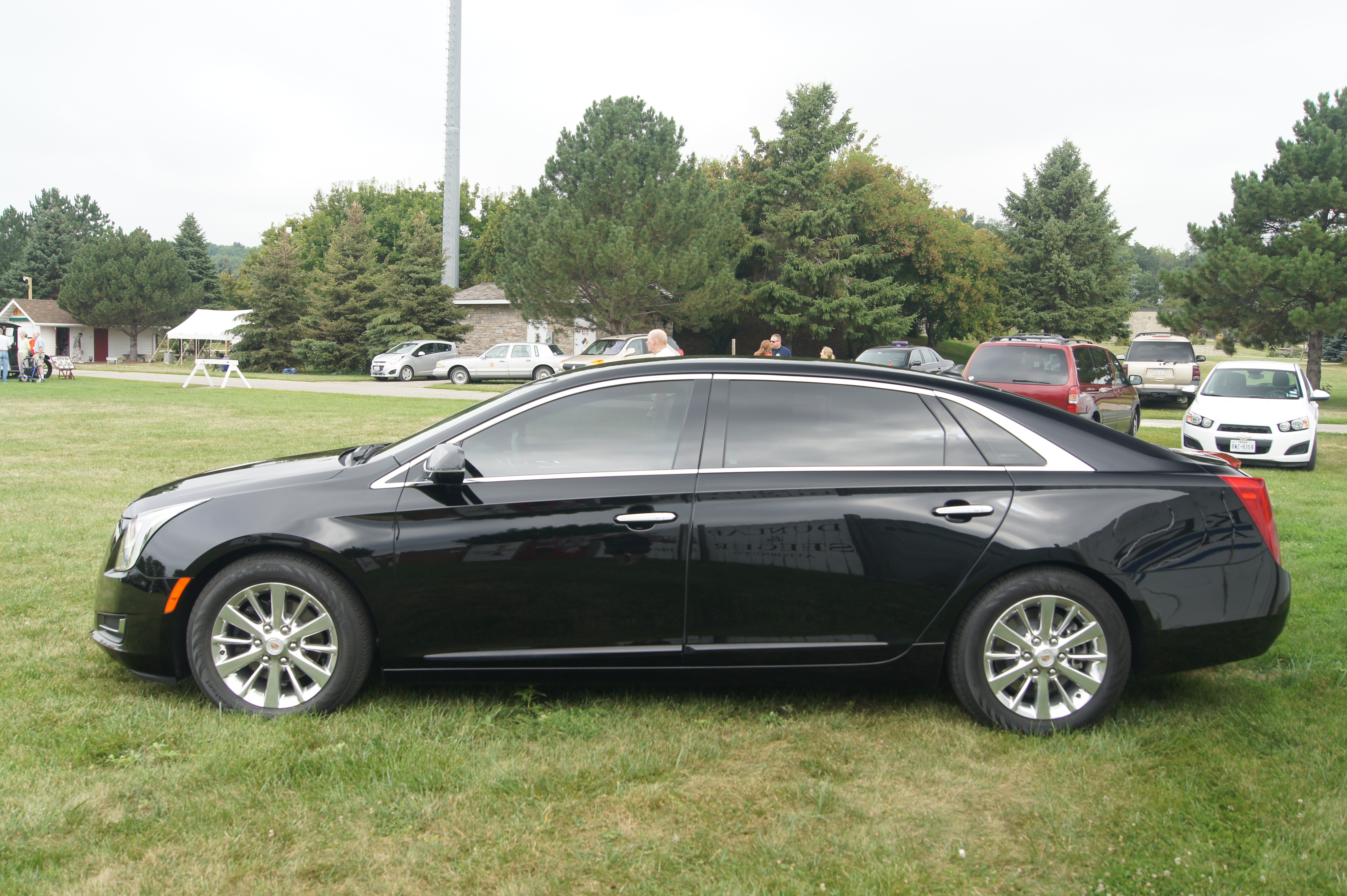
長軸版 XTS-L
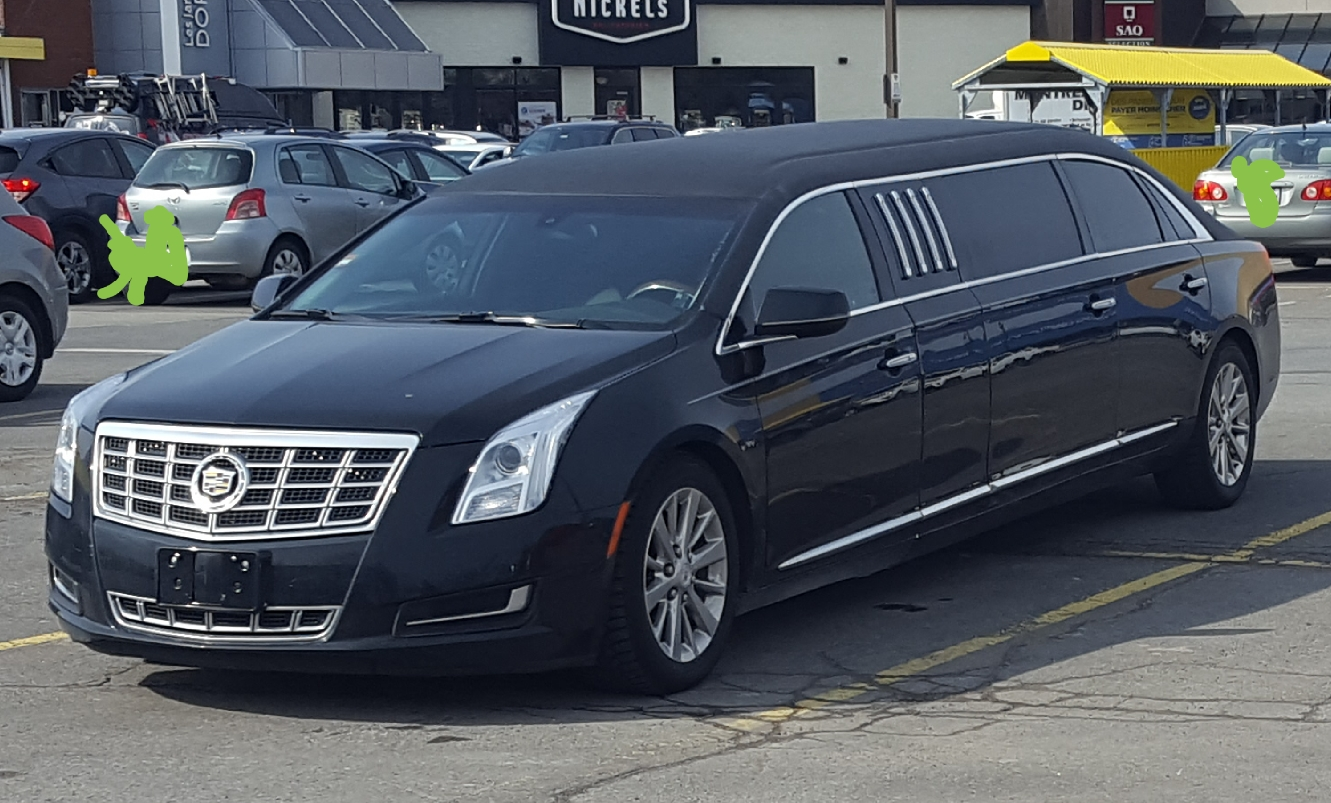
XTS禮車
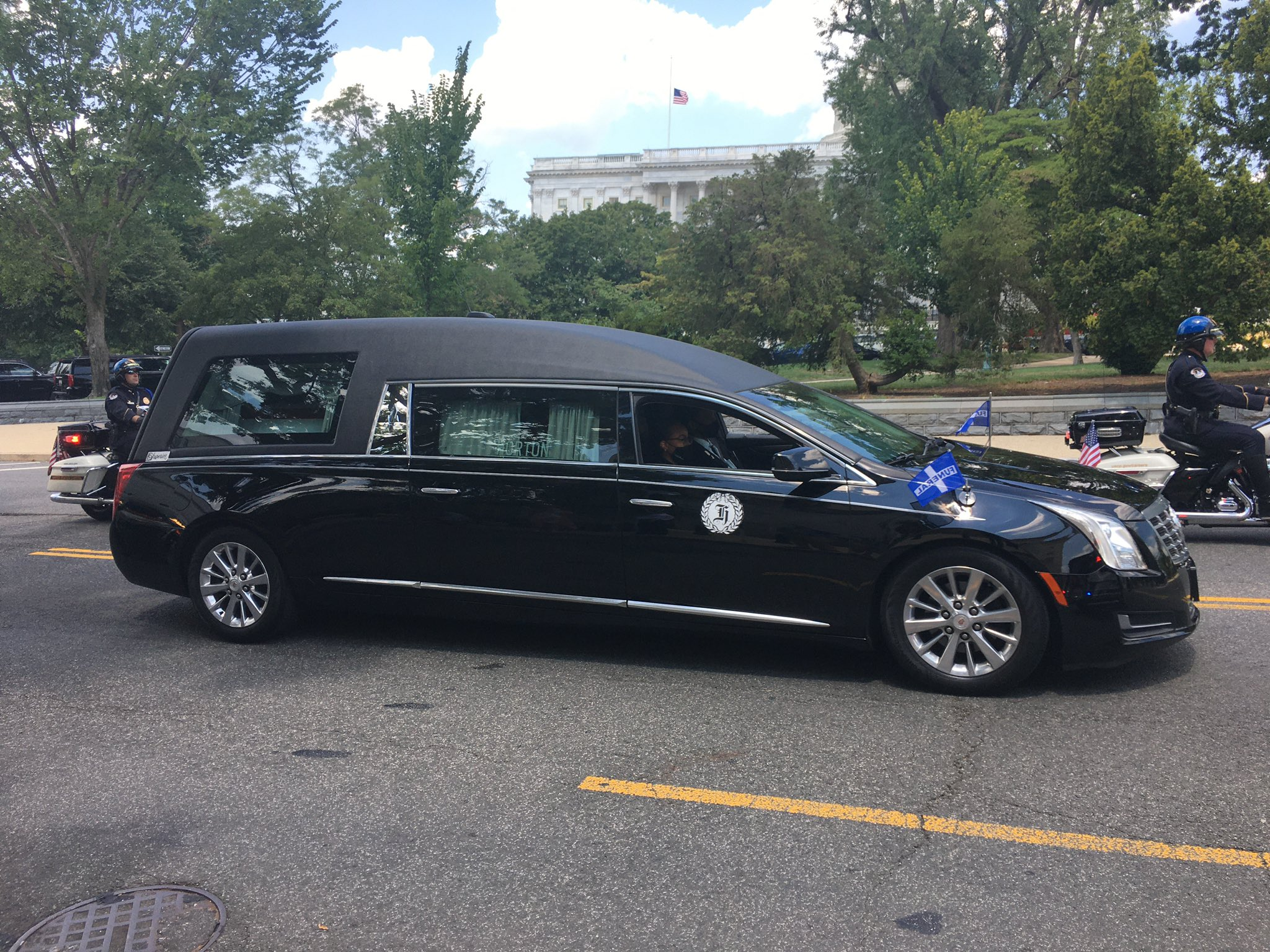
XTS靈車

## 銷售
| 年分 | 美國   | 中國   | 全球   |
| ---- | ------ | ------ | ------ |
| 2012 | 15,049 |        |        |
| 2013 | 32,559 | 14,683 |        |
| 2014 | 24,335 | 32,390 |        |
| 2015 | 23,112 | 22,285 | 48,851 |
| 2016 | 22,171 | 33,291 |        |
| 2017 | 16,275 | 41,645 |        |
| 2018 | 17,727 | 65,010 |        |
| 2019 | 11,304 | 42,234 |        |
| 2020 | 1,199  |        |        |

## 另請參見
- 凱迪拉克CT6
- 凱迪拉克CTS
- 凱迪拉克STS
- 凱迪拉克DTS
- 凱迪拉克V系
- 凱迪拉克歷年車款

## 外部連結
- Cadillac XTS official site （页面存档备份，存于）
- Official press page: Cadillac Unveils The XTS Platinum Concept （页面存档备份，存于）